# 이관주
이관주(李寬柱, 1952년 ~ 2013년 6월 7일)는 대한민국의 교육인, 교육학자, 공무원이다. 1980년 교사가 되고, 하남 남한고등학교 국어교사 등을 역임하였다. 1995년에는 장학사 시험에 합격한 뒤 구리남양주교육청 학무국장 등을 거쳐 2010년 고양교육지원청 교육장, 2011년 경기도교육청 교육국장 등을 역임하였다. 고양교육청 교육장과 경기도교육청 교육국장으로 있을 때는 혁신학교 제도를 추진했고, 그밖에 경기도교육청 교육국장으로 재직 중 학생인권 조례와 혁신교육을 수립하였다. 경기도교육청 교육국장으로 재직 중, 2013년 6월 7일 대사성 산증으로 갑자기 사망하였다. 본관은 전주이다. 전라북도 완주 출신.

## 생애
전북대학교 사범대학 국어교육과를 졸업했고, 한양대학교 교육대학원에서 교육학 석사를 받았다. 1980년 경기도 옹진군 용유중학교의 교사가 되었으며, 동년 하남 남한고등학교의 국어교사로 전근되었다. 이후 성남여자중학교에 발령받았다가 영성여자중학교, 하남 남한고등학교에서 교사로 재직하였다.
1995년 장학사 임용시험에 합격하여 경기도 광명교육청 학무과 장학사가 되었다. 2000년 2월 22일 과천중앙고등학교 교감으로 전직하고, 2005년 3월 1일 성남금광중학교 교장으로 승진했으며, 2007년 3월 1일 구리남양주교육청 학무국 중등교육과장, 2009년 2월 21일 경기도 구리남양주교육청 학무국장, 경기도교육청 학무국장, 2010년 3월 2일 고양교육지원청 교육장으로 부임하였다. 고양교육청 교육장 재직 중 혁신학교 확대와 성공, 교사 행정업무 경감 등을 추진하였다. 2011년 3월 1일 경기도교육청 본청의 교육국장으로 발령되었다. 경기도교육청 교육국장으로 재직 중에는 혁신학교, 학생인권 조례, 혁신교육 정책 등을 수립, 추진하였다. 3월 1일 경기도 교육국장으로 재직 중, 한국교직원공제회 경기지부장으로 위촉, 선임되었다. 2012년 6월에는 학부모 수기 모음집 『선생님 감사합니다 학부모수기모음』의 기획위원으로 편찬에 참여하였다. 2013년 3월 1일 한국교직원공제회 경기지부장에 연임되었다.
구리남양주교육지원청 학무국장으로 있을 때부터 그는 학교 공문서 감축안을 추진해 나갔다. 2009년 12월 그는 학교에 보내는 각종 공문서 감축 및 일부 공문은 게시판에 게시하는 것을 발의하였다. 2010년 1월의 공문서 시행 검토결과 전년도 12월 대비 공문서 13%의 감축 성과를 얻었다. 2010년 1월에는 당해년도 공문서 시행 50% 감축 목표를 수립하였다. 당시 그는 "교원업무 가중 요인이 매우 다양하고 복합적인 면이 있어 교육청 및 학교 관리자의 문제인식과 공동 노력이 필요하다"며 "특히 공문서 50% 줄이기 목표를 달성하기 위해서는 사업 내용의 본질을 알고 실제적인 문제점 개선에 노력하는 자세가 중요하다"고 강조했다. 고양교육지원청 교육장으로 부임한 후에는 일선 학교에 공문서 감축 정책을 권장하여 당시 고양시 관내 2개의 학교는 도교육감 표창을 받기도 했다. 이관주 교육장은 "일선 교사들의 업무경감은 학생들에 대한 교사들의 여유있는 마음과 따뜻한 손길로 이어질 수 있다"며 "하반기 평가서도 많은 학교가 업무경감 우수학교로 선정되도록 최선을 다해 달라"고 밝혔다. 일선 교사들의 공문서 감축 시행으로 교사와 학부모 학생 모두를 만족시켜 화제가 되기도 했다.
그는 지병과 과로 등으로 신장기능이 악화되었으며, 2013년 6월 7일 경기도교육청으로 출근하여 업무보고를 받던 중 안색이 나빠져 당일 오전 8시 30분경 인근 아주대학교 대학병원에 입원하였다. 그러나 같은 날 병원 응급실에서 치료를 받던 중 중환자실로 옮겨졌으나 병세가 악화되어 오후 8시 경 사망하였다. 사인은 대사성 산증이었다. 빈소는 성남시 분당구 분당 서울대학교 병원 2층 3호실에 마련되었고, 수원시 파장동 경기도교육청에서 노제를 지낸 뒤, 장지는 경기도 광주시 오포읍 한남공원묘지에 마련되었다.

## 평가
학생 교육에 매진하면서 동시에 공부하는 선생님 상을 실천하였다는 평가와 기획력, 합리적으로 업무를 이끌어갔다는 평가를 받았다.